# Vnitřní Východní Karpaty
Vnitřní Východní Karpaty jsou geomorfologická subprovincie v provincii Východní Karpaty na Slovensku, Ukrajině a v Rumunsku. Nejvyšším bodem je rumunský Pietrosul – 2 303 m n. m.
Člení se na geomorfologické oblasti:
- Vihorlatsko-gutinská oblast (Slovensko, Ukrajina, Rumunsko)
  - Vihorlatské vrchy (Vihorlat 1076 m)
  - Makovycja (Makovycja 976 m)
  - Synjak (Dunavka 1018 m)
  - Velykyj Dil (Bužora 1085 m)
  - Tupyj (878 m)
  - Oaș (Sâmbra Oilor 824 m)
  - Gutâi (1443 m)
  - Țibleș (1839 m)
- Maramurešsko-rodenská oblast (Ukrajina, Rumunsko)
  - Maramureš / Rachivs'ki hory (Farcău 1956 m)
  - Depresiunea Maramureșului / Marmaros'ka ulohovyna
  - Rodna (Pietrosul Rodnei 2303 m)
  - Suhard (Omul 1932 m)
  - Giumălău (1856 m)
  - Rarău (1650 m)
- Bistrická oblast (Rumunsko)
  - Bistrița (Budacu 1859 m)
  - Giurgeu (1491 m)
  - Hăghimaș (Hășmașul Mare 1792 m)
- Călimansko-harghitská oblast (Rumunsko)
  - Bârgau (1362 m)
  - Căliman (Pietrosul Călimanilor 2100 m)
  - Gurghiu (Fincel 1684 m)
  - Harghita (Harghita-Mădăraș 1800 m)
- Depresiunea Giurgeu-Brașovului (Rumunsko)
  - Bodoc
  - Baraolt
  - Perșani

Polské členění podle Jerzyho Kondrackiego nepovažuje celky jižně od Harghity za součást Východních Karpat. Vnitřní Východní Karpaty člení na tyto makroregiony:
- 523.1 Karpaty Marmaroskie (Maramurešské Karpaty)
- 523.2 Kotlina Marmaroska (Maramurešská kotlina)
- 523.3 Góry Rodniańskie (Rodenská hornatina)
- 523.4 Góry Bystrzyckie (Bystřická hornatina)
- 523.5 Łańcuch Wyhorlacko-Gutyński (Vihorlatsko-gutinská oblast)
- 523.6 Łańcuch Kelimeńsko-Hargicki (Kalimansko-hargitská oblast)
- 523.7 Obniżenie Gheorgeńsko-Braszowskie (Giurgijsko-brašovská sníženina)

Rumunské členění nepočítá s hierarchií podobnou té české, slovenské a polské. Rumunskou část Východních Karpat nedělí na vnitřní a vnější pásmo, ale na tři skupiny pohoří od severu k jihu:
- Carpații Maramureșului și Bucovinei (Maramurešské a Bukovinské Karpaty)
  - Munții Oaș
  - Munții Gutâi
  - Munții Țibleș
  - Munții Bârgău
  - Munții Maramureșului
  - Munții Rodnei
  - Munții Suhard
  - Obcina Feredeu (Vnější Východní Karpaty)
  - Obcina Mare (Vnější Východní Karpaty)
  - Obcina Mestecăniș (Vnější Východní Karpaty)
  - Munții Igniș
  - Munții Lăpușului
- Carpații Moldo-Transilvani (Moldavsko-transylvánské Karpaty)
  - Sopečná oblast
    - Munții Căliman (Pietrosul 2102 m)
    - Munții Gurghiu
    - Depresiunea Vărșag
    - Munții Harghita (Mădăraș 1800 m)
    - Muntele Ciomatu
    - Depresiunea Giurgeu
    - Depresiunea Ciuc
    - Depresiunea Baraolt

  - Moldavská oblast
    - Munții Giumalău (1857 m)
    - Munții Rarău (1653 m)
    - Munții Bistriței
    - Munții Giurgeu
    - Munții Hășmașu Mare (Hășmașul Mare / Hăghimașul Mare 1793 m)
    - Munții Ciucului (Ciucaș 1959 m)
    - Munții Nemira
    - Depresiunea Cașin
    - Depresiunea Bilbor
    - Depresiunea Borsec
    - Munții Ceahlău (Toaca 1904 m)
    - Munții Tarcău
    - Munții Stânișoarei (Vnější Východní Karpaty)
    - Munții Goșmanu (Vnější Východní Karpaty)
    - Munții Brezunț (Vnější Východní Karpaty)
    - Depresiunea Comănești

  - Jižní oblast
    - Munții Bodoc
    - Munții Baraolt
    - Munții Perșani
- Carpații de Curbură (Obloukové Karpaty) (Vnější Východní Karpaty)
  - Munții Vrancei
  - Munții Întorsurii
  - Munții Buzăului
  - Munții Bârsei
  - Munții Siriu
  - Masivul Ciucaș

Podle členění uvedeného v Čížkovi a kol. (1986, str. 9) se „za rozhraní mezi Východními a Jižními Karpatami dnes neuznává tzv. klasická hranice, tj. údolí řeky Prahova a posunuje se do údolí řeky Dîmbovița a kuloáru Rucar – Bran.“ V tom případě do Východních Karpat patří ještě i pohoří Bucegi a jeho nejvyšší vrchol Omul (2505 m) se stává nejvyšším bodem Východních Karpat. Podle tohoto členění mezi jádrová pohoří rumunských vnitřních východních Karpat (z krystalických hornin) patří mimo jiné:
- Maramureš (Farcău 1956 m)
- Rodna (Pietrosul 2303 m)
- Suhard (Omul 1932 m)
- Giumălău (1856 m)
- Rarău (1650 m)
- Bistrița (Budacu 1859 m)
- Hăghimaș
- Perșani (Vârful Cetății 1104 m)
- Piatra Mare
- Postăvarul
- Bucegi (Omu 2507 m)

Při západním obvodu probíhá sopečné pásmo tvořené pohořími:
- Gutîi (1443 m)
- Țibleș (1839 m)
- Bârgau (1362 m)
- Căliman (Pietrosul 2100 m)
- Gurghiu (Fincel 1684 m)
- Harghita (Harghita-Mădăraș 1800 m)